# Dendrochilum edanoi
Dendrochilum edanoi là một loài thực vật có hoa trong họ Lan. Loài này được Quisumb. mô tả khoa học đầu tiên năm 1938.